# Mistrzostwa Świata w Piłce Nożnej 1982 (eliminacje)
W kwalifikacjach uczestniczyło 109 drużyn z całego świata. Reprezentacja Argentyny (obrońca tytułu) oraz reprezentacja Hiszpanii awansowały bez eliminacji. 

## Strefy kontynentalne
Aby zobaczyć daty i wyniki poszczególnych spotkań rundy kwalifikacyjnej dla każdej strefy kontynentalnej, zobacz poszczególne artykuły:
- Europa (UEFA)

Grupa 1 -  RFN i  Austria.
Grupa 2 -  Belgia i  Francja.
Grupa 3 -  ZSRR i  Czechosłowacja.
Grupa 4 -  Węgry i  Anglia.
Grupa 5 -  Jugosławia i  Włochy.
Grupa 6 -  Szkocja i  Irlandia Północna.
Grupa 7 -  Polska.
- Ameryka Południowa (CONMEBOL)

Grupa 1 -  Brazylia.
Grupa 2 -  Peru.
Grupa 3 -  Chile.
- Ameryka Północna i Centralna oraz Karaiby (CONCACAF)

 Honduras i  Salwador.
- Afryka (CAF)

 Algieria i  Kamerun.
- Azja (AFC) i Oceania (OFC)

 Kuwejt i  Nowa Zelandia.